# Hans Küppers
Hans Küppers (ur. 24 grudnia 1938 w Essen, zm. 15 grudnia 2021) – niemiecki piłkarz, występujący na pozycji ofensywnego pomocnika. Były reprezentant Niemiec Zachodnich.

## Kariera piłkarska
Küppers urodził się w Essen. Jest wychowankiem lokalnego Schwarz-Weiß, w którym rozpoczął seniorską karierę. Z tym klubem zdobył Puchar Niemiec w sezonie 1958/1959. Spędził sześć sezonów w niemieckiej bundeslidze z TSV 1860 Monachium i 1. FC Nürnberg. Grał również w austriackiej bundeslidze w barwach SV Wattens i SWW Innsbruck oraz szwajcarskiej Nationallidze A reprezentując FC Lugano.
Reprezentował Niemcy Zachodnie siedem razy, rozgrywając pięć meczów towarzyskich oraz dwa eliminacyjne do UEFA Euro 1968 przeciwko Jugosławii i Albanii.
Zmarł 15 grudnia 2021, w wieku 82 lat.

## Sukcesy

### Klubowe
Schwarz-Weiß Essen
- Zdobywca Pucharu Niemiec: 1958/1959

TSV 1860 Monachium
- Mistrzostwo Niemiec: 1965/1966
- Zdobywca Pucharu Niemiec: 1963/1964

SSW Innsbruck
- Mistrz Austrii: 1971/1972